# Regione di Arequipa
Arequipa è una regione del Perù di 1 101 005 abitanti, che ha come capoluogo Arequipa. A nord confina con le regioni di Ica, Ayacucho, Apurímac e Cusco. Ad est confina con la regione di Puno mentre a sud con la regione di Moquegua. Ad ovest è situato l'oceano Pacifico.

## Geografia fisica
Questa regione ha una superficie irregolare, caratterizzata da grandi spessori coperture laviche nel settore andino. Ha profondi canyon come quello formato tra i fiumi Ocoña e Majes, la regione ha anche plateaux, come quello di La Joya e l'Arrieros Pampa. I coni vulcanici sono frequenti in questa zona e spesso sono ricoperti da neve, come il Misti, il Chachani, l'Ampato, il Mismi, il Solimana e il Coropuna.
Dal punto di vista idrografico i fiumi fluiscono principalmente verso l'oceano, ma alcuni fiumi fanno parte del sistema del Rio delle Amazzoni. Alcuni dei principali fiumi della zona sono l'Ocoña, lo Yaúca, il Camaná e il Quilca. Le sorgenti del Rio delle Amazzoni, il fiume più lungo al mondo, sono situate nella regione di Arequipa.

## Geografia antropica

### Suddivisioni amministrative
La regione è suddivisa in 8 province che sono composte di 107 distretti. Le province, con i relativi capoluoghi tra parentesi, sono:
- Arequipa (Arequipa)
- Camaná (Camaná)
- Caravelí (Caravelí)
- Castilla (Aplao)
- Caylloma (Chivay)
- Condesuyos (Chuquibamba)
- Islay (Mollendo)
- La Unión (Cotahuasi)